# Banmaw
Banmaw (birm. ဗန်းမော်မြို့; ang. Bhamo) – miasto w północnej Mjanmie w stanie Kaczin, położone nad rzeką Irawadi. Stolica dystryktu Banmaw.
W 2008 roku liczba ludności wynosiła 51 318 mieszkańców. Miasto jest najwyżej w górę rzeki położonym punktem dostępnym dla żeglugi. W przeszłości stanowiło ważny ośrodek wymiany handlowej między Chinami a Górną Birmą. W połowie XVII w. Brytyjska Kompania Wschodnioindyjska otworzyła na krótko w Banmaw swoje przedstawicielstwo. W 1871 r. otwarto tu brytyjski konsulat.